# GABA receptor

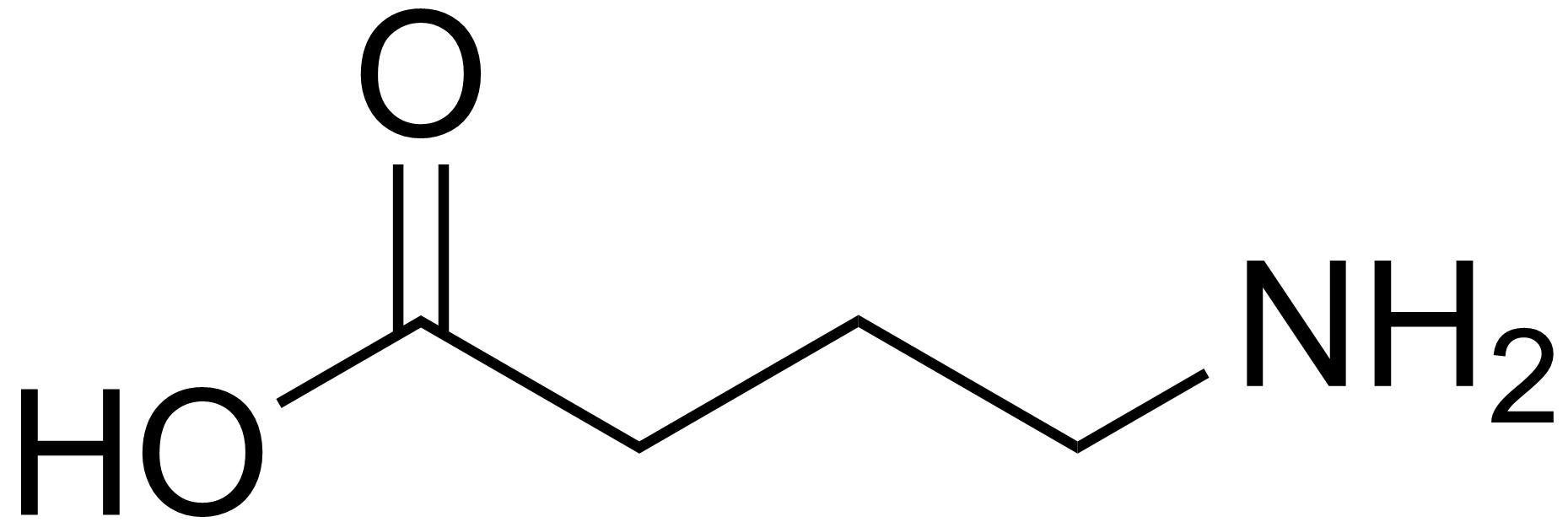
Kyselina gama-aminomáselná, látka, která se váže na GABA receptor

GABA receptor je receptor, na který se váže (jehož ligandem je) kyselina gama-aminomáselná (GABA). Tato kyselina působí jako inhibiční (tlumivý) neurotransmiter. GABA receptory jsou dvojího druhu, z enzymatického hlediska spolu nemají mnoho společných rysů:
- GABAA receptor (GABAAR) – ligandem řízený (ligand-gated) iontový kanál, zprostředkovává rychlý inhibiční účinek
- GABAB receptor – receptor spřažený s G proteinem, zprostředkovává pomalý inhibiční účinek